# Емил Ђилиоли
Емил Ђилиоли (фр. Émile Gilioli; 10. јун 1911 — 19. јануар 1977) био је француски вајар и један од представника апстрактне француске скулптуре 1950-их.

## Биографија
Рођен је 10. јуна 1911. у Паризу, у породици италијанских обућара који су се настанили поред канала Сен Мартен, а после Првог светског рата у Ници. Године 1932. је похађао курсеве у Националној школи декоративних уметности, посебно код уметнице Мари Ремон. Током Другог светског рата је мобилисан у Греноблу где је прошао остатак сукоба и тамо је упознао конзерватора којег је навео да открије кубизам.
После рата се настанио близу Гренобла где је вајао у својој радионици. Његова уметност је на известан начин била повезана са делима француског покрета отпора. Спријатељио се са Томасом Глебом, а Жоржу Ладреју је препоручио да развије сопствену уметничку визију оценивши да је његова техника довољно рафинирана. Године 1947. је излагао на Сајму нове стварности у Паризу, а 1949. је учествовао на првом Сајму младих скулптура у башти и капели Роденов музеја. На сајму је присуствовало 63 вајара међу којима су Етјен Хајду, Балтазар Лобо и Берто Лардера. Од 1954. је учествовао на колективним изложбама са другим уметницима као што су Етјен Мартин, Алисија Пеналба и Франсоа Стахли. 
Преминуо је 19. јануара 1977. у Паризу. Године 1997, поводом обележавања двадесетогодишњице Ђилиолијеве смрти, општина Сен Мартин де ла Клуз је одлучила да купи његову кућу и радионицу, поштујући изражену жељу његове супруге да створи простор посвећен сећању на уметника. Исте године је Мајолов музеј организовао изложбу у његову част од 27. фебруара до 15. маја. Године 2004. је радионица–кућа претворена у музеј–библиотеку у којој се налази стална поставка која представља Ђилиолијев рад. 

## Радови
Ђилиолијеви радови су изложени у Музеју сликарства и скулптуре, Центру Жорж Помпиду, Националном музеју модерне уметности, Музеју градске скулптуре, Музеју скулптура на отвореном, Музеју лепих уметности, Музеју лепих уметности у Руану, Тејт галерији, Музеју модерне уметности Сао Паула, Музеју модерне уметности у Њујорку, Националном музеју историје и уметности у Луксембургу и другим. Неки од његових радова су:
- 1950: Споменик мртвима депортованих из Гренобла
- 1951: Споменик у Шапел ан Веркору
- 1968: Фонтана у градској кући
- 1973: Споменик отпору у Горњој Савоји